# ネイチャー イミュノロジー
ネイチャー イミュノロジー（英: Nature Immunology、Nat. Immunol.) は、Nature Publishing Groupが発行している国際学術誌である。
免疫学に関する研究の成果を載せている。世界各国の研究者より投稿される論文はピアレビューにより精査され、基準を満たすもののみが掲載される。科学情報研究所 (Institute for Scientific Information, ISI) の統計による2014年のインパクトファクター は20.004。